# Penicillaria maculata
Penicillaria maculata är en fjärilsart som beskrevs av Butler sensu Semper 1900. Penicillaria maculata ingår i släktet Penicillaria och familjen nattflyn. Inga underarter finns listade i Catalogue of Life.

## Bildgalleri

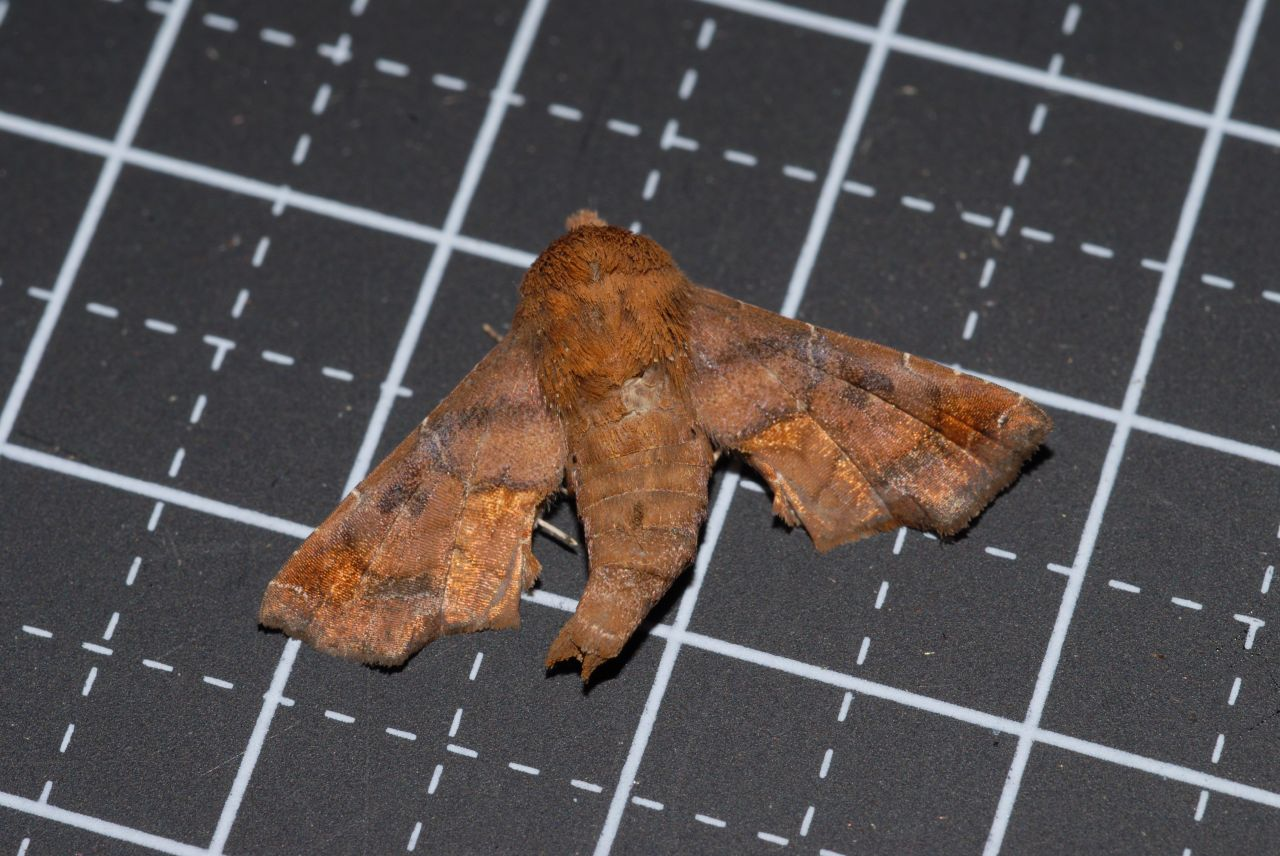